# Force of Circumstance
Force of Circumstance es una película independiente de 1990 escrita y dirigida por Liza Béar. Las dos actrices protagonistas, Boris Major y Jessica Stutchbury, previamente habían trabajado juntas en The Way It Is (1985), después de Force of Circumstance nunca más se las volvió a ver en pantalla; el director de The Way It Is es Eric Mitchell, que también trabajo como actor en Force of Circumstance. Fue descrita por la directora como «una película extranjera estadounidense».
Janet Maslin de The New York Times describió al filme como un «débil, desorganizado, mal actuado thriller político en el cual casi nada parece cierto».

## Sinopsis
Ambientada en Marruecos, bajo un ambiente de espantosa opresión, una joven llamada Mouallem (Boris Major) es elegida como mensajera para llevar noticias desde el Medio Oriente hasta Washington. Mouallem intenta contactar a Katrina (Jessica Stutchbury), una glamorosa periodista de Washington, con la esperanza de que destape los secretos desagradables de Marruecos.

## Reparto
- Boris Major -  Mouallem
- Jessica Stutchbury - Katrina
- Tom Wright - Hans
- Eric Mitchell - The Envoy
- Glenn O'Brien - Charles Floris
- Mark Boone Junior - Herman
- Steve Buscemi - Virgil
- Evan Lurie
- Rockets Redglare